# Gare de Lövő
La gare de Lövő (en hongrois : Lövő vasútállomás) est une halte ferroviaire hongroise, située à Lövő.